# Bảng xếp hạng âm nhạc Nga
Russian Music Charts (tiếng Nga: Российские музыкальные чарты, tiếng Việt: Bảng xếp hạng âm nhạc Nga) là tên một ngành công nghiệp âm nhạc của nước Nga phổ biến về việc xếp hạng những album và đĩa đơn đạt tiêu chuẩn được biên soạn hàng tuần bởi 2M (bảng xếp hạng tiêu thụ) và Tophit (bảng xếp hạng phát thanh). Album và theo dõi bảng xếp hạng được dựa trên doanh số bán hàng, biên dịch thông qua dữ liệu điện tử bán lẻ mỗi tuần từ các nhà bán lẻ âm nhạc Nga. Hiện nay tất cả các cửa hàng âm nhạc lớn và các chuỗi gửi dữ liệu cho các bảng xếp hạng đã chiếm hơn 75% thị trường theo như thống kê của 2M. Một bảng xếp hạng tiêu thụ sản phẩm mới được biên soạn bởi 2M vào ngày thứ hai và chính thức phát hành ra công chúng theo Lenta.ru vào thứ sáu hàng tuần. Một bảng xếp hạng phát sóng mới được biên soạn bởi Tophit vào thứ ba và chính thức phát hành tới công chúng bởi Tophit.ru trong ngày thứ tư mỗi tuần.
Bảng xếp hạng của Nga bao gồm:
- Russia Top 25. Albums (2M)
- Russia Top 10. Digital Tracks (2M)
- Airplay Detection Tophit 100 (Tophit)